# Andreas Zaïmis
Andreas Zaïmis o Andreas Asimakou Zaïmis (en grec: Ανδρέας Ζαΐμης), 1791 Kalavryta, Imperi Otomà - Atenes 1840. Va ser un lluitador grec per la llibertat i líder del govern durant la guerra d'independència grega.
Nascut a Kalavryta, al nord del Peloponnès, Zaïmis era un líder d'homes armats que van lluitar contra els turcs otomans, en darrer terme, assegurar la llibertat de Grècia.
El 1826, Zaïmis va ser escollit com a cap de govern grec interí. El seu fill, Thrasívulos Zaïmis, i el seu net, Aléxandros Zaïmis, van ocupar, més tard, els càrrecs com Primers ministres de Grècia.